# Wereldkampioenschappen wielrennen 2002
De wereldkampioenschappen wielrennen 2002 werden gehouden in Zolder en in Hasselt, België. 
Mario Cipollini werd na een biljartvlakke koers de wereldkampioen bij de mannen-elite door in een massasprint Robbie McEwen en Erik Zabel te kloppen. De Colombiaan Santiago Botero werd de winnaar bij de tijdrit.

## Uitslagen

### Mannen elite

#### Weg
| pos.   | renner          | land      |
| ------ | --------------- | --------- |
| Goud   | Mario Cipollini | Italië    |
| Zilver | Robbie McEwen   | Australië |
| Brons  | Erik Zabel      | Duitsland |

#### Tijdrit
| pos.   | renner                    | land      |
| ------ | ------------------------- | --------- |
| Goud   | Santiago Botero           | Colombia  |
| Zilver | Michael Rich              | Duitsland |
| Brons  | Igor González de Galdeano | Spanje    |

### Mannen beloften

#### Weg
| pos.   | renner              | land        |
| ------ | ------------------- | ----------- |
| Goud   | Francesco Chicchi   | Italië      |
| Zilver | Francisco Gutierrez | Spanje      |
| Brons  | David Loosli        | Zwitserland |

#### Tijdrit
| pos.   | renner             | land     |
| ------ | ------------------ | -------- |
| Goud   | Tomas Vaitkus      | Litouwen |
| Zilver | Alexander Bespalow | Rusland  |
| Brons  | Sérgio Paulinho    | Portugal |

### Vrouwen

#### Weg
| pos.   | renner            | land        |
| ------ | ----------------- | ----------- |
| Goud   | Susanne Ljungskog | Zweden      |
| Zilver | Nicole Brändli    | Zwitserland |
| Brons  | Joane Somarriba   | Spanje      |

#### Tijdrit
| pos.   | renner           | land        |
| ------ | ---------------- | ----------- |
| Goud   | Zoelfia Zabirova | Rusland     |
| Zilver | Nicole Brändli   | Zwitserland |
| Brons  | Karin Thürig     | Zwitserland |

## Medaillespiegel
| Pos. | Land        | Goud | Zilver | Brons | Tot. |
| ---- | ----------- | ---- | ------ | ----- | ---- |
| 1    | Italië      | 2    | 0      | 0     | 2    |
| 2    | Rusland     | 1    | 1      | 0     | 2    |
| 3    | Colombia    | 1    | 0      | 0     | 1    |
|      | Zweden      | 1    | 0      | 0     | 1    |
|      | Litouwen    | 1    | 0      | 0     | 1    |
| 6    | Zwitserland | 0    | 2      | 2     | 4    |
| 7    | Spanje      | 0    | 1      | 2     | 3    |
| 8    | Australië   | 0    | 1      | 1     | 2    |
| 9    | Duitsland   | 0    | 1      | 0     | 1    |
| 10   | Portugal    | 0    | 0      | 1     | 1    |